# Kenji Nener
Kenji Nener (26 de mayo de 1993) es un deportista japonés que compite en triatlón. Hasta 2019 competía bajo la bandera de Australia.
Ganó dos medallas en los Juegos Asiáticos de 2022 y cinco medallas en el Campeonato Asiático de Triatlón entre los años 2019 y 2024.

## Palmarés internacional
| Representando a Japón |                          |                  |              |
| Juegos Asiáticos      |                          |                  |              |
| Año                   | Lugar                    | Medalla          | Prueba       |
| 2022                  | Hangzhou (China)         | Medalla de oro   | Individual   |
| 2022                  | Hangzhou (China)         | Medalla de oro   | Relevo mixto |
| Campeonato Asiático   |                          |                  |              |
| Año                   | Lugar                    | Medalla          | Prueba       |
| 2019                  | Gyeongju (Corea del Sur) | Medalla de oro   | Relevo mixto |
| 2021                  | Hatsukaichi (Japón)      | Medalla de oro   | Individual   |
| 2022                  | Aktau (Kazajistán)       | Medalla de oro   | Relevo mixto |
| 2022                  | Aktau (Kazajistán)       | Medalla de plata | Individual   |
| 2024                  | Hatsukaichi (Japón)      | Medalla de oro   | Individual   |